# سیارک ۱۱۴۲
سیارک ۱۱۴۲ (به انگلیسی: 1142 Aetolia، نامگذاری:1930BC) هزار و صد و چهل و دومین سیارک کشف شده‌است که در ۲۴ ژانویه ۱۹۳۰ و در هایدلبرگ کشف شد.
قدر مطلق سیارک برابر ۱۰٫۳۰ است.